# Bastien Girod

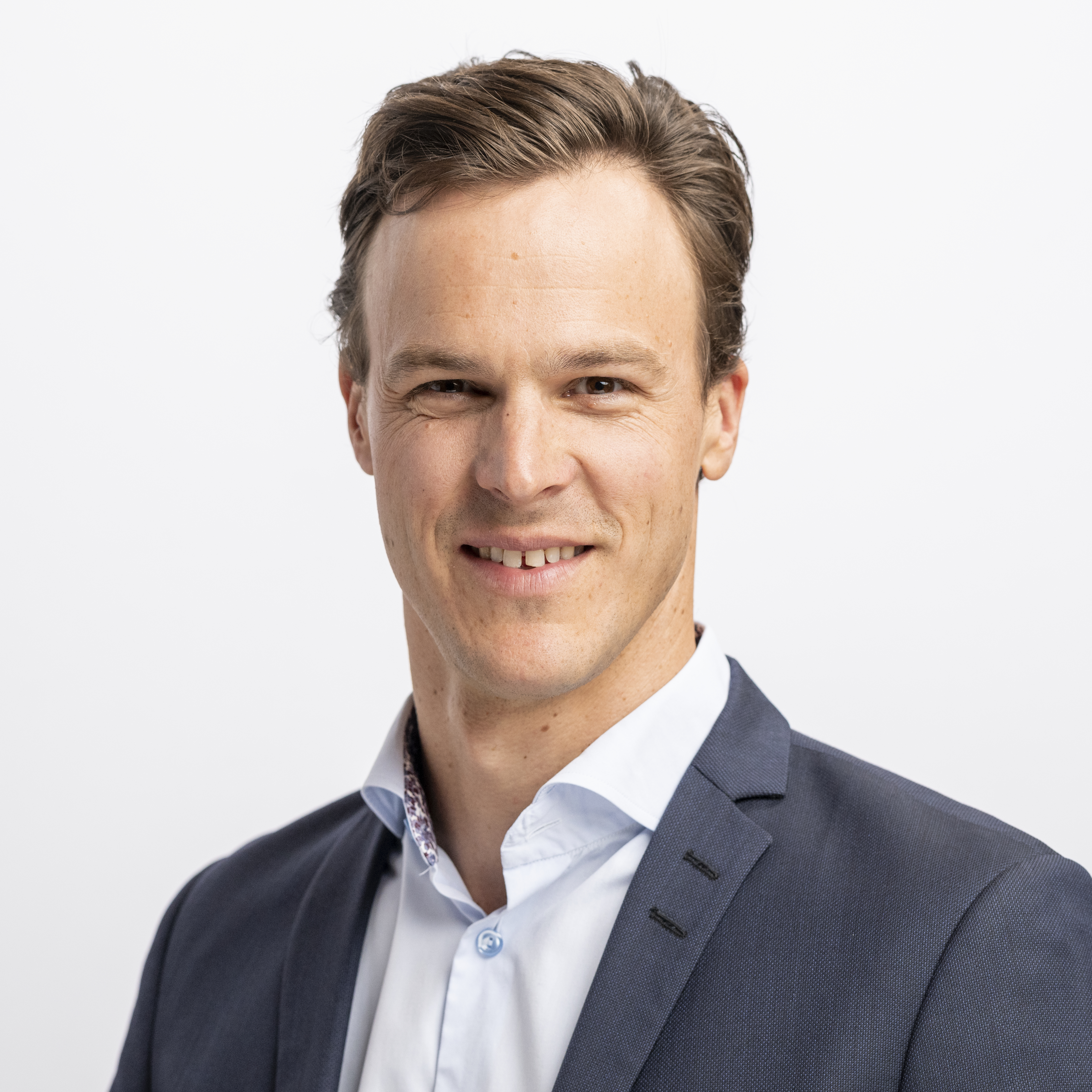
Bastien Girod (2023)

Bastien Girod (* 21. Dezember 1980 in Genf; heimatberechtigt in Champoz) ist ein bis 2024 aktiver Schweizer Politiker (Grüne) und Umweltwissenschaftler. Von 2007 bis 2024 war er Nationalrat.

## Leben, Ausbildung und Beruf
Girod besuchte zuerst eine Rudolf-Steiner-Schule, dann das Deutsche Gymnasium Biel und studierte anschliessend Umweltnaturwissenschaften an der ETH Zürich. Von 2006 bis 2009 arbeitete er gleichenorts unter dem Titel «Integration of Rebound Effects into Life-Cycle Assessment» an seinem Doktorat über Ökobilanzen. Für den Zeitraum von Juli 2010 bis Juni 2012 schickte ihn der Schweizerische Nationalfonds als Gastforscher bzw. als Postdoc zur Vertiefung an die Universität Utrecht. Im August 2011 beendete er sein Forschungsprojekt vorzeitig nach einem Jahr, da er seine Forschungsziele bereits erreicht hatte, und kehrte in die Schweiz zurück. 
Er nahm eine Stelle an der ETH Zürich am SusTec (Group for Sustainability and Technology) an, die sich mit der Interaktion von Politik, Unternehmen und Technologie in Bezug auf Klimaschutz befasst. 2016 bis 2018 absolvierte Girod eine berufsbegleitende Weiterbildung in General Management an der Universität Zürich, die er mit einem Executive MBA abschloss.
2018 begann er als Teamleiter bei der Firma South Pole zu arbeiten, zuletzt war er Leiter des Europa-Geschäfts. 2018 wurde er vom Verband der Betreiber Schweizerischer Abfallverwertungsanlagen (VBSA) zu dessen Präsidenten gewählt, wo er sich für eine nachhaltigere Abfallwirtschaft (u. a durch CO₂-Abscheidung und -Speicherung) einsetzt. Der Branchenverband verpflichtete sich 2022 in einer Vereinbarung mit dem Eidgenössischen Departement für Umwelt, Verkehr, Energie und Kommunikation, dass bis spätestens 2030 eine erste Kehrichtverbrennungsanlage über ein System verfügt, das 100’000 Tonnen CO₂ aus den Abgasen auswaschen kann. Zudem soll parallel dazu eine Infrastruktur aufgebaut werden, damit das abgeschiedene CO₂ abtransportiert und für immer gespeichert werden kann. Im November 2023 gab Girod den Rücktritt aus der Firma South Pole bekannt, nachdem Unregelmässigkeiten bei einem grossen Projekt in Simbabwe aufgefallen waren. Im April 2024 wurde Girod beim Beratungsunternehmen Deloitte Schweiz Partner im Dienstleistungsbereich Klimaschutz und Nachhaltigkeit.

## Politisches Engagement
Girod kam bei den JungsozialistInnen erstmals mit der Politik in Berührung, wurde Greenpeace-Aktivist und später Gründungsmitglied der Jungen Grünen Kanton Zürich.  Bekannt wurde er auf kantonaler Ebene vor allem durch Protestaktionen gegen Offroader und umstrittene Praktiken der Zürcher Polizei. Von 2005 bis 2007 war er Vorstandsmitglied der Zürcher Sektion des VCS.
2006 wurde er in das Stadtzürcher Parlament (Gemeinderat) und bei den Schweizer Parlamentswahlen 2007 in den Nationalrat gewählt, worauf er das Gemeinderatsmandat abgab. 2011, 2015, 2019 und 2023 wurde er bestätigt. Bei den Parlamentswahlen vom 18. Oktober 2015 erhielt er mit 70'267 Stimmen die meisten Stimmen der Kandidaten der Grünen. Im August 2024 gab er den Rücktritt auf Ende der Herbstsession 2024 als Nationalrat bekannt, wobei Meret Schneider für ihn nachrückte. 2015 kandidierte Girod auch für den Ständerat. Nach zwei Wahlgängen landete er mit 107'000 Stimmen auf dem dritten Platz, was von Medien als Achtungserfolg gewertet wurde. Von 2012 bis 2018 war er einer der Vizepräsidenten der Grünen Partei der Schweiz.
Eine von ihm 2019 eingereichte parlamentarische Initiative fand in National- und Ständerat Mehrheiten. Damit wurde eine Übergangslösung zur Förderung von Windenergie-, Kleinwasserkraft-, Biogas-, Geothermie- und Fotovoltaikanlagen gefunden.
Von 2019 bis 2021 war Girod Präsident der nationalrätlichen Kommission für Umwelt, Raumplanung und Energie (UREK). Dabei half er, dass die Kreislaufwirtschaft im Schweizer Umweltrecht verankert wird.
Er gilt als einer der Architekten des indirekten Gegenvorschlags zur Gletscher-Initiative, der im Parlament eine Mehrheit fand und schliesslich auch in der Volksabstimmung vom 18. Juni 2023 mit 59 Prozent Ja-Stimmen angenommen wurde.

## Green Change – Strategien zur Glücksmaximierung
2010 veröffentlichte Girod im Berner Zytglogge Verlag ein Buch unter dem Titel Green Change. Das Buch ist teils autobiographisch, teils politisches Programm und Zukunftsentwurf. Der Untertitel des Buches – «Strategien zur Glücksmaximierung» – weist auf Girods Ansatz im nichtbiographischen Teil hin. Er verbindet dort Erkenntnisse der Glücksforschung mit den Erfordernissen eines ökologischen Wandels. Wirtschaftliches Wachstum sei an sich kein erstrebenswertes Ziel. Stattdessen müsse ein Wachstum des Glücks der Menschen angestrebt werden. Dieses Ziel liesse sich auch mit einem geringeren Ressourcenverbrauch erreichen. Diesen Ansatz nennt Girod Green Change. Zur Umsetzung sei eine politische Neuorientierung nötig, welche den Herausforderungen und Bedürfnissen der Menschen im 21. Jahrhundert entspreche. Der Schutz und die Verbesserung des menschlichen Glücks sollten nach Girod zum Hauptziel der politischen und gesellschaftlichen Aktivitäten werden. Das Buch wurde unter anderem in der NZZ, im Tages-Anzeiger und in der Wochenzeitung besprochen.

## Persönliches
2012 heiratete Girod Ellen Tkatch, das Paar hat zwei Töchter (* 2014, * 2017). Im Juli 2023 gaben sie die Trennung bekannt.

## Werke
- Green Change – Strategien zur Glücksmaximierung. Zytglogge, Bern 2010, ISBN 978-3-7296-0804-7.